# Thomas Mun
Thomas Mun, född 1571, död 1641, var en köpman från London. Från 1615 var han chef för Brittiska Ostindiska kompaniet, vilket var ett stort monopolinriktat handelsföretag. Mun var en av de mest framträdande förespråkarna för merkantilismen, en ekonomisk teori som betonade utrikeshandel syftande till att maximera landets innehav av hårdvaluta (såsom guld). 
Thomas Mun föddes i juni 1571. Han var det tredje barnet i en betydande Londonfamilj som var bosatt i närheten av St Andrew Hubbard, där han döptes den 17 juni 1571. Hans far, John Mun, och hans styvfar försörjde sig båda som handelsmän. Hans farfar, som också hette John Mun, var provost of moneyers vid Englands kungliga myntverk. Genom sina familjeband kan man anta att Thomas fick insikt i frågor som rörde valuta och ekonomin som helhet. Vid fyrtioett års ålder gifte sig Thomas med Ursula Malcott och tillsammans fick de tre barn: John, Ann och Mary. De valde församlingen St Helen Bishopsgate som sitt hem. 
Ingenting är känt om hans utbildning, men Thomas egen karriär som köpman inleddes omkring 1596 då han var medlem i Mercers' company och ägnade sig åt medelhavs-handel, särskilt mot Italien och Mellanöstern. Han var framgångsrik som praktiserande köpman, och kunde samla på sig en stor förmögenhet. På grund av sitt välstånd valdes Mun 1615 till direktör för Ostindiska kompaniet och 1622 utsågs han till ledamot av den ständiga handelskommissionen. Resten av sin yrkeskarriär ägnade Mun åt att försvara och främja Ostindiska kompaniets intressen.

## Hos Ostindiska kompaniet
Brittiska Ostindiska kompaniet var ett handelsföretag som bildades i samarbete med den brittiska kronan för att kolonisera nya länder och bedriva handel med Ostindien. År 1615 valdes Mun till direktör för kompaniet och började se till att det fungerade med full kapacitet. För att uppnå detta skulle rikedomen maximeras, och exporten ökas. År 1620, under depressionens början, förstärktes Muns roll inom ekonomin avsevärt. Han tvingades inte bara försvara Ostindiska kompaniet och dess metoder, utan också hjälpa regeringen att korrigera ekonomin.
Den handelskris som så småningom ledde till depressionen berodde på två separata händelser. För det första importerade England genom Ostindiska kompaniet från Indien i mycket högre takt än vad man exporterade. Denna negativa handelsbalans, eller handelsunderskott, innebar att England skickade ut mer pengar än vad man tog in, vilket var klart skadligt för ekonomin enligt merkantilismens principer. För det andra skickade England ädelmetaller till Indien för att betala för all sin import. Eftersom papperspengar ännu inte användes i Nordeuropa var export av ädelmetaller den enda verkliga faktorn för välstånd på 1600-talet, och därför var det i allmänhet okänt att exportera ädelmetaller. För Ostindiska kompaniets del lättade man dock på exportrestriktionerna för ädelmetall.
På grund av denna bestämmelse väckte utbytet av silver mot lyxvaror mycket negativ uppmärksamhet kring Ostindiska kompaniet; medborgarna trodde att det var en viktig faktor i den ekonomiska nedgången. Mun föreslogs därför som representant för företaget. Hans uppgift var att rentvå sitt företags namn och samtidigt övertyga sina kunder och allmänheten om att de åtgärder som vidtagits i slutändan var de bästa. Han förmedlade sina åsikter genom sin första publicerade bok, ”A Discourse of Trade from England Unto the East Indies”.
Enligt Mun var utrikeshandel det bästa sättet att öka en nations välstånd. Mer specifikt var det nödvändigt att exporten översteg importen. All annan korrigerande ekonomisk politik var sekundär. Som han säger i England's Treasure by Foreign Trade måste vi ”sälja mer till främlingar varje år än vi konsumerar av deras i värde”. För att uppnå denna positiva handelsbalans lade Mun fram en lista med kriterier som han uppmanade England att följa:
- Importerade varor som kan produceras inom landet bör förbjudas.
- Minska lyxiga importerade varor genom att få engelsmännen att få smak för engelska varor.
- Sänk exporttullarna på varor som produceras inom landet för utländska marknader.
- Om det inte finns några alternativ för grannländerna bör England ta mer betalt för sina exportvaror.
- Odla upp ödemark för högre produktion och för att minska importbehovet från utlandet.
- Sjöfarten bör ske enbart med engelska fartyg
- Flytande växelkurs

## Skrifter
- A Discourse of Trade from England unto East Indies (1621)
- England's treasure by forraign trade (1664)
  -  Engelands skatt-kammare genom den utländske handelen; som utwisar hwilka wetenskaper, äro nödige för en köpman.... Stockholm. 1745. Libris 19285199. http://hdl.handle.net/2077/41946 (översättning David Silvius)
- Englands benefit and advantage by forraign trade plainly demonstrated = Englands fördel och winning genom utländska handelen (översättning Nils Hufwedsson Dal, Stockholm, 1732)